# Andrea Carrea
Andrea Carrea, dit Sandrino Carrea, (né le 14 août 1924 à Gavi Ligure, dans la province d'Alexandrie, au Piémont et mort le 13 janvier 2013 à Cassano Spinola) est un coureur cycliste italien des années 1950.

## Biographie
Pendant la Seconde Guerre mondiale, il est envoyé au camp de Buchenwald en raison de ses convictions politiques. Il survit à deux marches de la mort, et pèse quarante kilos, la moitié de son poids de sportif, à sa libération. 
Professionnel de 1949 à 1958, Andrea Carrea termine neuvième du Tour de France 1952, après en avoir porté le maillot jaune pendant une journée, acquis à l'arrivée à Lausanne. Maillot jaune qu'il endosse avec un quasi-sentiment de culpabilité vis-à-vis du leader de son équipe, bien que cet équipier fidèle ait respecté à la lettre, comme d'habitude, les consignes.

## Son Tour de France 1952
« C’était un gregario par excellence », a dit de lui le journaliste Jean-Luc Gatellier, dans L'Équipe, «  l’incarnation du désintérêt personnel... montrant dans sa perfection la notion de sacrifice personnel. Il refusait la moindre part de gloire pour lui-même. » Carrea avait le visage d’une « méchante fée et [un] nez à la Cyrano », a déclaré le journaliste radio et historien Jean-Paul Ollivier. 
Carrea roulait pour Coppi lors du Tour de France de 1952, au moment où un groupe a quitté le peloton principal en direction de Lausanne. Carrea a accompagné ce groupe pour protéger les intérêts de son leader, se retrouvant, sans le savoir, dans l’échappée décisive de la journée. Jusqu’au moment de franchir la ligne à Lausanne, Carrea n’avait pas la moindre idée qu’il était devenu le leader de la course. Quand les officiels le lui ont appris, il a pris un air déconcerté, puis angoissé, et il a fondu en larmes. Il a fallu le trainer jusqu’à la tribune. Il avait évincé Coppi et en redoutait les conséquences. Il pleurait en recevant son maillot, recherchant constamment sur la route le peloton principal où se trouvait son leader. Jean-Paul Ollivier écrit à ce propos : « Il ne comprenait pas et a pleuré quand il endossé son trophée. Il pensait que le ciel lui était tombé sur la tête. Comment Fausto allait-il le prendre ? Lorsque le champion est arrivé, quelques minutes plus tard, Carrea est allé vers lui en larmes pour lui présenter ses excuses. « Tu dois comprendre que je ne voulais pas de ce maillot, Fausto. Je n’y ai pas droit. Un pauvre type comme moi, le maillot jaune ? ».
Coppi savait avant de terminer que Carrea avait pris le maillot jaune. Il a franchi la ligne alors que son équipier était à la tribune.« Je me demandais, a-t-il dit, comment Carrea, si timide et si émotif, allait le prendre. Quand je suis allé le féliciter sur la  piste de Lausanne, il ne savait pas quelle mine prendre. » Carrea craignait que le sourire de Coppi fût pour la galerie et que sa colère éclatât quand ils arriveraient à leur hôtel. Ne sachant toujours pas quoi dire, il pleurait comme un enfant, dit Gatellier, et il se répandait en excuses. Touché par ses larmes, Coppi l’a réconforté. Carrea a été heureux de perdre le maillot le lendemain, jour où il a commencé par poser pour les photographes dans son maillot jaune tout en polissant de façon symbolique les chaussures de son leader. Coppi, qui appelait Carrea « le bon et sage Sandrino », a dit : « Notre profession est certainement très dure, avec des exigences terribles et des sacrifices douloureux. Carrea m’a tout donné. En retour, je ne lui ai offert que de l’argent. Je sais très bien que s’il n’était pas mon coéquipier, il gagnerait beaucoup moins, et quand tout est dit et fait, il est heureux et beaucoup de ses camarades l’envient, mais je pense personnellement qu’il mérite plus qu’il n’a le droit : un peu d’ivresse de triomphe. J’avais une façon de régler la dette : c’était de le laisser porter le maillot pendant quelques jours. Savez-vous ce qu’il a dit aux journalistes le lendemain soir après avoir pris le maillot ? Qu’il n’était pas juste pour un soldat d’abandonner son capitaine. »
Carrea n’a porté le maillot qu’une seule journée. Jean Robic a attaqué sur l’Alpe d’Huez, que le Tour gravissait pour la première fois, et Coppi a contre-attaqué et pris la tête. Mais cela a permis à Carrea, même loin en arrière avec le peloton, d’être le premier dans l’histoire du Tour à monter l’Alpe d’Huez en maillot jaune. Carrea a également remporté une étape du Tour de Romandie. Pendant des années après sa retraite, il remontait l’Alpe d’Huez avant le passage du Tour de France, rarement reconnu par les spectateurs. C’était, disait-il : « un pèlerinage que rien ne me ferait manquer. »
Au moment de sa mort, Carrea vivait à Cassano Spinola, près de l’ancienne demeure de Coppi.

## Palmarès

### Palmarès amateur
| - 1946 - 3e de Milan-Rapallo - 3e de la Coppa Andrea Boero - 1947 - Coppa Trossi - 2e de la Coppa Andrea Boero | - 1948 - Milan-Tortone - Targa d’Oro Città di Legnano - 3e du Tour du Piémont |  |

### Palmarès professionnel
- 1950
  - Turin-Bielle
  - 3e de la Coppa Placci
- 1951
  - 6e du Tour de Romandie
- 1952
  - 2e étape du Tour de Romandie
  - 2e étape du Grand Prix de la Méditerranée (contre-la-montre par équipes)
  - 9e du Tour de France
- 1954
  - 1re étape du Tour d'Italie (contre-la-montre par équipes)

## Résultats sur les grands tours

### Tour de France
2 participations
- 1951 : 38e
- 1952 : 9e,  maillot jaune pendant un jour

### Tour d'Italie
8 participations
- 1949 : 23e
- 1950 : 69e
- 1951 : 31e
- 1952 : 34e
- 1953 : 22e
- 1954 : 26e, vainqueur de la 1re étape (contre-la-montre par équipes)
- 1955 : 33e
- 1956 : 23e

### Tour d'Espagne
1 participation
- 1958 : 45e